# Старый Борец
Старый Боре́ц (хак. Иргi Борец) — деревня в Ширинском районе Хакасии. Входит в состав сельского поселения Борцовский сельсовет.

## География
Находится около 40 км к востоку от райцентра — села Шира и одноимённой железнодорожной станции.
В окрестностях деревни Старый Борец располагается группа озёр, среди них Власьево озеро, Утичьи озёра (крупнейшее — Утичье-3 — используется в лечебных целях), Сосновое, Красненькое и Чёрненькое (известны также как Красное, Чёрное (или Сабинское)).

## Население
| 2002 | 2010 |
| ---- | ---- |
| 2    | →2   |

## Экономика
Действовала ферма.
Туризм.